# Superpozice (elektrotechnika)
Princip superpozice se používá při analýze lineárních soustav, v nichž se kombinuje účinek dvou nebo více zdrojových veličin. To v elektronice spočívá v působení několika zdrojů elektrické energie v obvodu.

## Princip
Při analýze principem superpozice se z nich postupně nechává působit vždy jen jeden zdroj a ostatní zdroje jsou nahrazeny jejich ekvivalenty. To znamená: napěťové zdroje se zkratují a proudové zdroje se rozpojí. Při působení jednoho zdroje spočteme veličinu (proud nebo napětí) na klíčovém prvku. To samé provedeme i pro všechny ostatní zdroje. Výsledkem je algebraický součet jednotlivých výsledků působení zdrojů.
Princip superpozice lze pro lineární obvod použít pro SUS (stacionární ustálený stav, tj. pro stejnosměrné zdroje) anebo pro HUS (harmonický ustálený stav), kde mají ale všechny zdrojové prvky stejnou frekvenci (f, T, či ω).

## Nelineární obvody
Je-li analyzovaná soustava nelineární, vede princip superpozice k chybnému výsledku, a proto je nepoužitelný.
Mnohé elektronické obvody jsou z širšího pohledu nelineární, avšak v omezeném rozsahu hodnot zpracovávaných veličin se chovají lineárně (typickým příkladem jsou operační aj. zesilovače a některé obvody s nimi). Takové soustavy lze principem superpozice analyzovat, pokud je zajištěno, že přitom nedojde k vybočení z lineární oblasti.